# Gemeinden des Kantons Appenzell Ausserrhoden
Der Kanton Appenzell Ausserrhoden umfasst 20 politische Gemeinden, die in Appenzell Ausserrhoden offiziell Einwohnergemeinden genannt werden (Stand: Januar 2018).
Nach der Landteilung von 1597 wurden aus den sechs Rhoden des ungeteilten Kantons Appenzell, die nun im Gebiet von Ausserrhoden lagen, gleichnamige Gemeinden mit weitgehend gleichen Grenzen. Einige Änderungen im Grenzverlauf gab es an der neuen Grenze zu Innerrhoden.
Im Laufe der Zeit teilten sich viele Gemeinden auf, bis schliesslich mit der Abspaltung Steins von Hundwil (1749) die heutige Gliederung in 20 Einwohnergemeinden entstanden war.

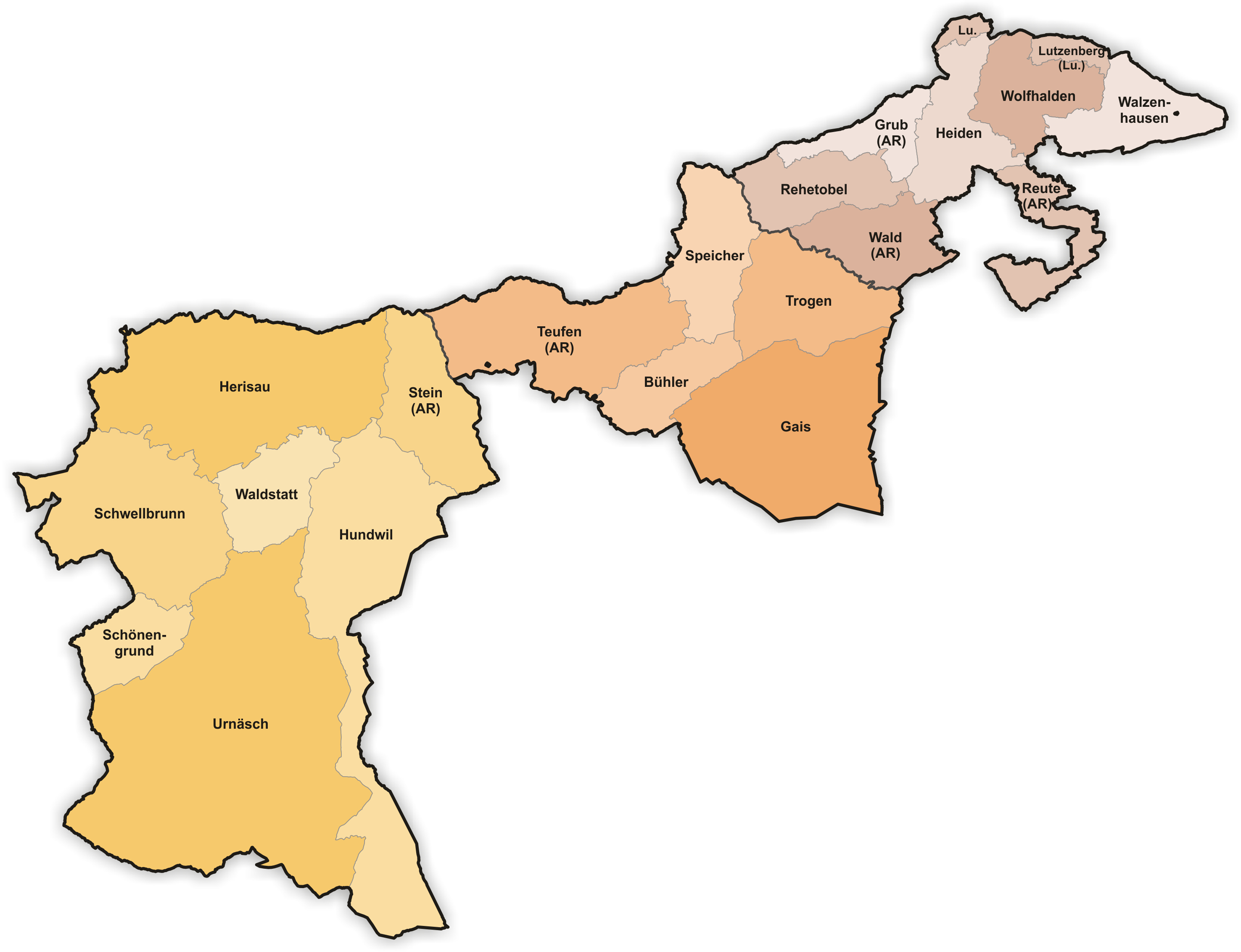
Karte des Kantons Appenzell Ausserrhoden von 2016 mit allen Einwohnergemeinden (Hinterland links, Mittelland mittig, Vorderland rechts)

## Liste der Gemeinden
| Wappen                        | Gemeindename                       | Einwohner 31. Dezember 2023 | Fläche in km² | Einwohner pro km² | Ehemaliger Bezirk |
| ----------------------------- | ---------------------------------- | --------------------------- | ------------- | ----------------- | ----------------- |
| Bühler                        | Bühler                             | 1954                        | 5,60          | 349               | Mittelland        |
| Gais                          | Gais                               | 3147                        | 21,21         | 148               | Mittelland        |
| Grub                          | Grub (AR)                          | 971                         | 4,21          | 231               | Vorderland        |
| Heiden                        | Heiden                             | 4316                        | 7,48          | 577               | Vorderland        |
| Herisau                       | Herisau A1                         | 15'893                      | 25,20         | 631               | Hinterland        |
| Hundwil                       | Hundwil                            | 944                         | 24,08         | 39                | Hinterland        |
| Lutzenberg                    | Lutzenberg                         | 1332                        | 2,25          | 592               | Vorderland        |
| Rehetobel                     | Rehetobel                          | 1773                        | 6,72          | 264               | Vorderland        |
| Reute                         | Reute (AR)                         | 700                         | 4,99          | 140               | Vorderland        |
| Schönengrund                  | Schönengrund                       | 556                         | 5,19          | 107               | Hinterland        |
| Schwellbrunn                  | Schwellbrunn                       | 1557                        | 17,42         | 89                | Hinterland        |
| Speicher                      | Speicher                           | 4453                        | 8,18          | 544               | Mittelland        |
| Stein                         | Stein (AR)                         | 1498                        | 9,36          | 160               | Hinterland        |
| Teufen                        | Teufen (AR)                        | 6514                        | 15,25         | 427               | Mittelland        |
| Trogen                        | Trogen A1                          | 1862                        | 10,03         | 186               | Mittelland        |
| Urnäsch                       | Urnäsch                            | 2346                        | 48,16         | 49                | Hinterland        |
| Wald                          | Wald (AR)                          | 909                         | 6,83          | 133               | Vorderland        |
| Waldstatt                     | Waldstatt                          | 1874                        | 6,75          | 278               | Hinterland        |
| Walzenhausen                  | Walzenhausen                       | 2029                        | 7,00          | 290               | Vorderland        |
| Wolfhalden                    | Wolfhalden                         | 1867                        | 6,93          | 269               | Vorderland        |
| Kanton Appenzell Ausserrhoden | Kanton Appenzell Ausserrhoden (20) | 56'495                      | 242,84        | 233               | —                 |

## Veränderungen im Gemeindebestand

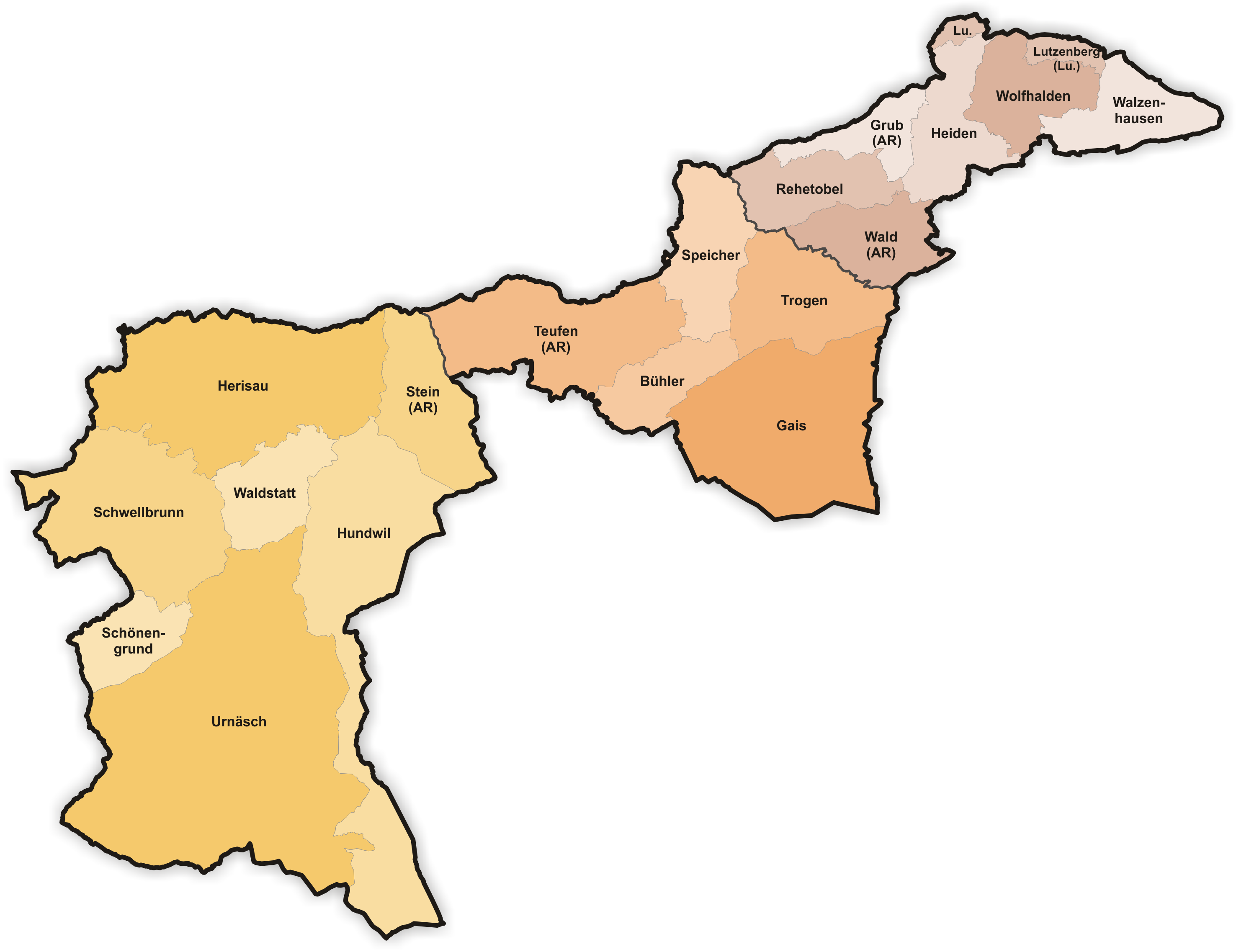
Gemeinden bis 1874
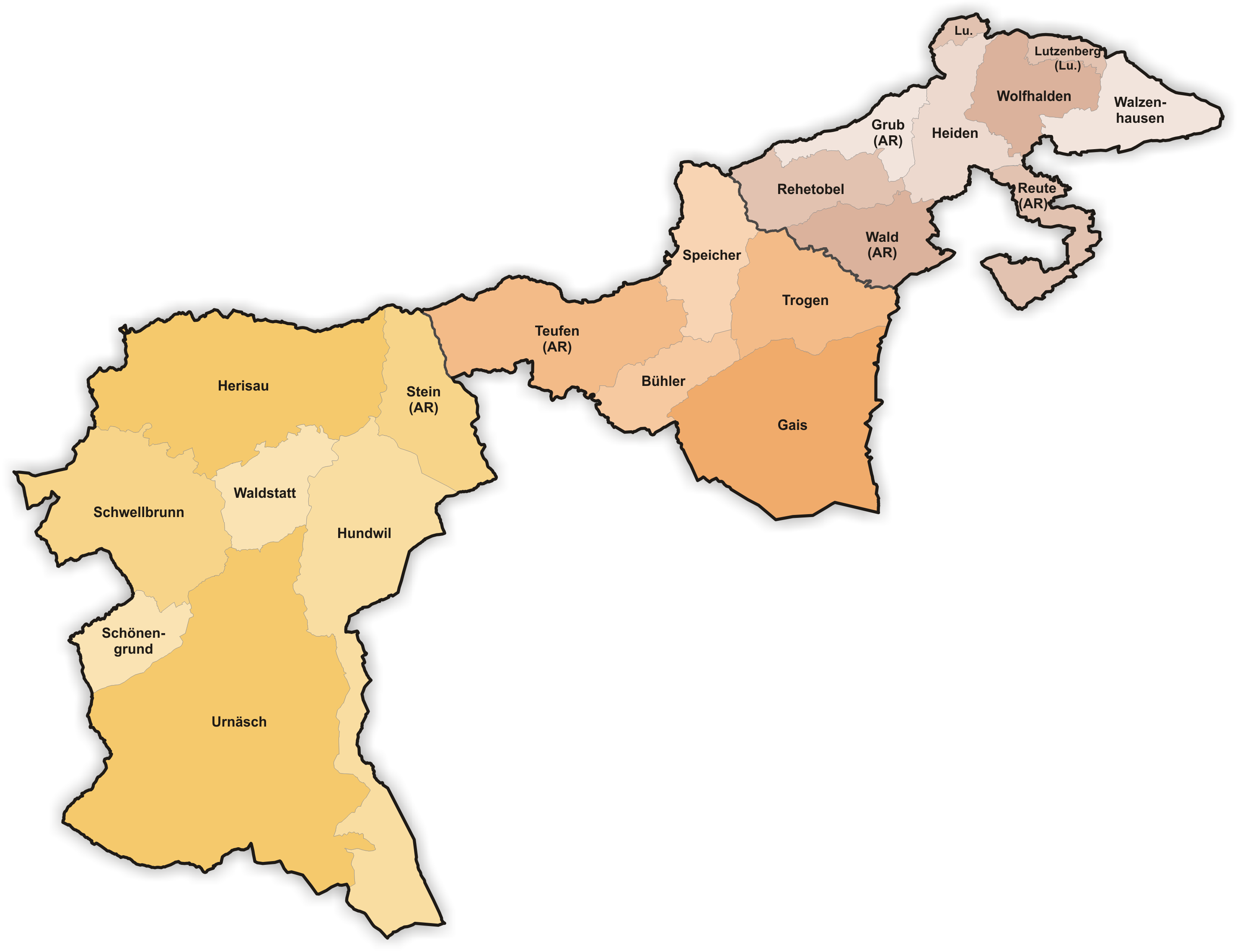
Gemeinden bis 2015

- 1875: Abspaltung und Kantonswechsel: Gebiet von den Gemeinden Hirschberg, Oberegg (Appenzell Innerrhoden) → Reute ((Appenzell Ausserrhoden))
- 2016: diverse kleinere Grenzkorrekturen

## Geschichte
Die heutige Gliederung des Kantons in 20 Gemeinden entstand innerhalb von rund 150 Jahren nach der Landteilung von 1597 aus den sechs ursprünglichen Gemeinden:
- Urnäsch
  - 1720 Schönengrund abgespaltet
- Herisau
  - 1649 Schwellbrunn abgespaltet
  - 1720 Waldstatt abgespaltet
- Gais
- Hundwil
  - 1749 Stein abgespaltet
- Teufen
  - 1723 Bühler abgespaltet
- Trogen
  - 1614 Speicher abgespaltet
  - 1638 Walzenhausen abgespaltet
  - 1669 Rehetobel abgespaltet
  - 1688 Wald abgespaltet
  - Grub
  - Reute
  - Kurzenberg (1666 nach Abspaltung von Heiden und Wolfhalden aufgelöst)
    - 1658 Heiden abgespaltet (Kirchenbau 1652, Grenzbereinigung bis 1667)
    - 1658 Wolfhalden abgespaltet (Kirchenbau 1652, Grenzbereinigung bis 1667)
    - 1666 Lutzenberg nach Auflösung von Kurzenberg selbständige Gemeinde (nach wie vor nach Thal kirchgenössisch)